# V1アームロック

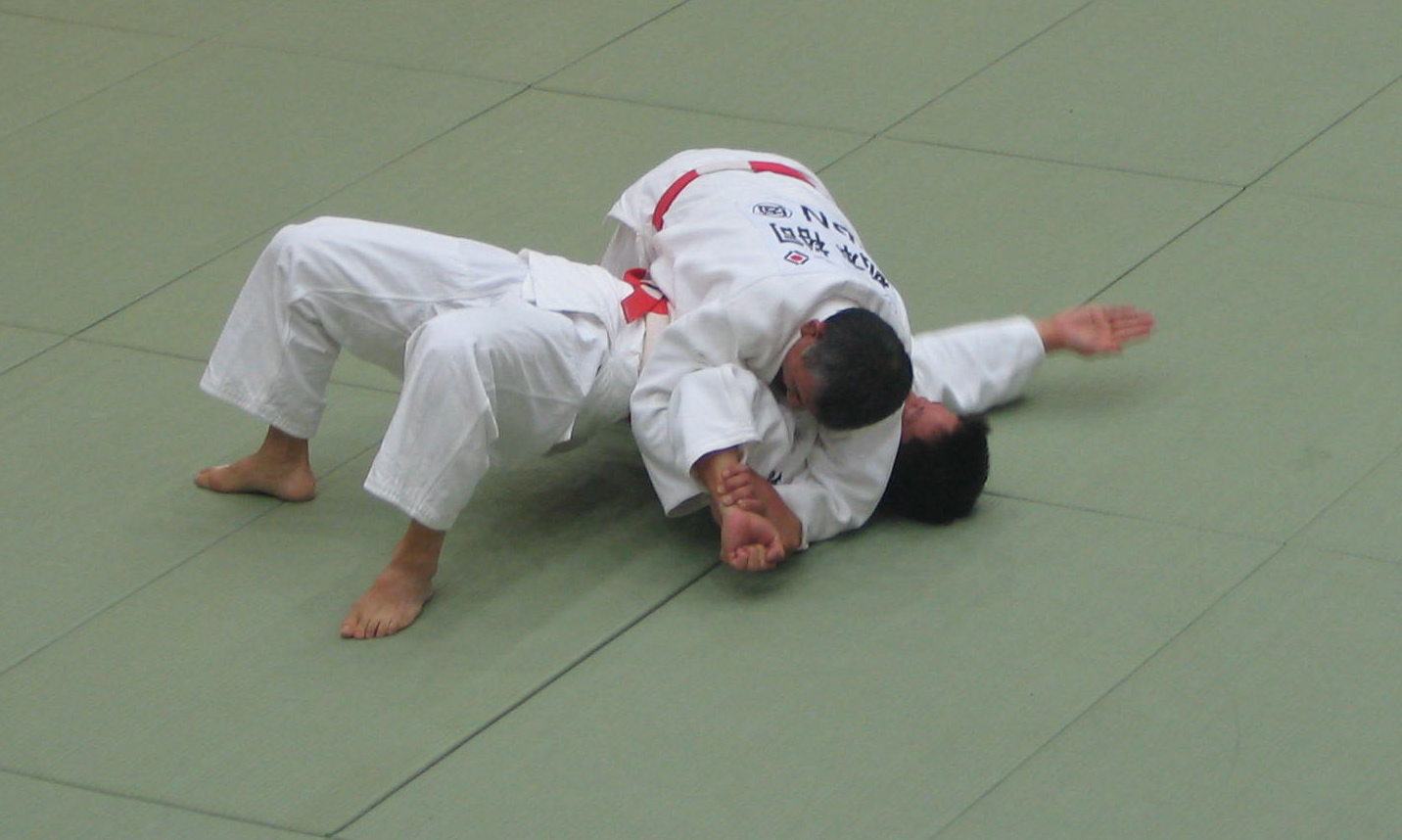
柔道形における腕緘の基本形V1アームロック

V1アームロック（V1 Armlock、ブイワンアームロック）は、相手の肘関節を極める格闘技における関節技（アームロック）の一種である。柔道においては腕緘（うでがらみ）に包含される。別名トップリストロック (Top Wrist Lock) 、アメリカーナ (Americana) 、キーロック (Key lock)、ザ・ベント・アームロック (The Bent Arm-lock) 、小手緘（こてがらみ）。

## 概要

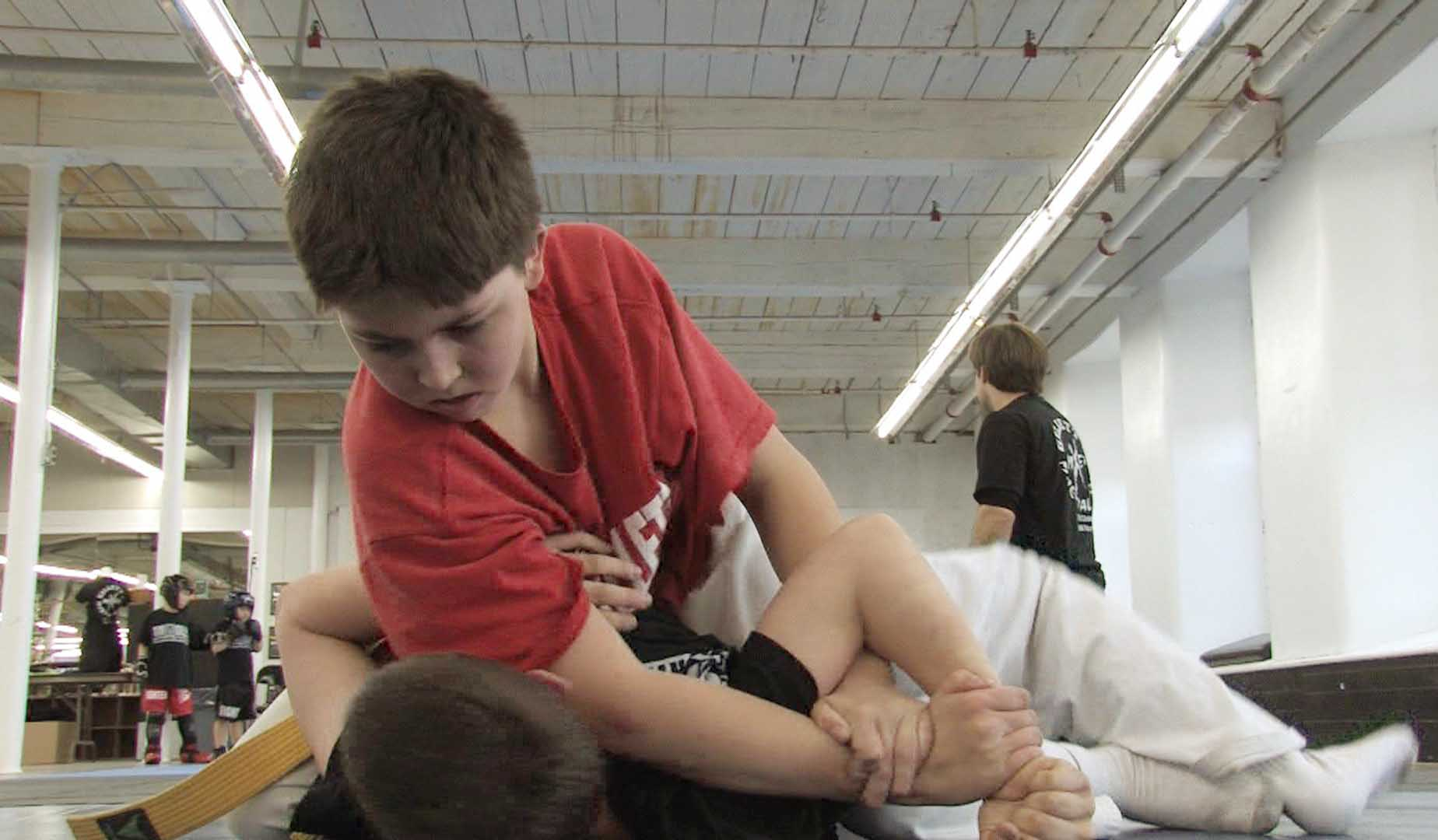
マウントポジションからのV1アームロック

立ち姿勢でのV1アームロックのイラスト

横四方固等、相手の上になっている体勢から片手で相手の手首を掴み、相手の腕をアルファベットのVの字（力こぶを作るような形）に固定し、もう一方の腕をVの字になっている相手の腕の下から通し、相手の手首を掴んでいる腕を持ってそのまま捻り上げて極める。このように、相手の腕で「V」の字、自分の腕で「1」の字を描くような形になるのでナチス・ドイツのV1飛行爆弾にちなんで、この名称が付いた。
小川直也は柔道の試合で横四方固から抑え込み一本を待たずにV1アームロックへ移行して勝利したことがある。
サンボやブラジリアン柔術といったグラウンドの攻防を重要視する競技ではV1アームロックは非常にポピュラーな関節技の一種である。

## 変化技
映像資料『講道館柔道 固技 分類と名称』では下からハーフガードからのV1アームロックが紹介されている。左手で相手の左手首を持ち、右手で自身の左手首を持つ。

### 胸緘
胸緘（むねがらみ）は胸固から連絡するV1アームロック。受の右からの胸固で抑え込んで受の胸を胸で圧迫してると、受が抑え込みを逃れようと左前腕で押して抵抗してくることがあるがその時をとらえてV1アームロックに取る。

### アナコンダバイス

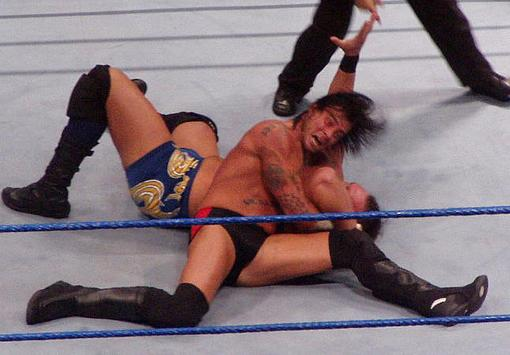
CMパンクによるアナコンダバイス

アナコンダバイスは袈裟固の体勢から、片腕で抱え込んだ相手の頭部を固定し逃げにくして肘を極めるV1アームロック。天山広吉が2003年のG1クライマックスで初公開し、その後CMパンクがフィニッシュホールドとして使用している。マイケル・ベネットはゴー・バック・トゥー・ジャパンという名称で使用している。天山広吉のオリジナル技。CMパンクも使用。V1アームロックではないアナコンダ・クロスやアナコンダXに発展。

## 分類と名称
別名に「キーロック」があるがバイセップスライサーのキーロックとは異なる技である。腕挫膝固のVクロスアームロックも「アメリカーナ」と呼ぶことがある。キャッチ・アズ・キャッチ・キャンにおいては「トップリストロック」 、ブラジリアン柔術においては「アメリカーナ」とも呼ばれる。
柔道では片手で自らのもう一方の手を掴まず、両手で相手の片腕を掴むと腕挫手固となる。